# Sambaquis no Brasil
No Brasil, os sambaquis são distribuídos por toda a costa, tendo chamado a atenção do europeu logo no início da colonização europeia do país, no século XVI. A diferença de hábitos culturais e alimentares levou à conclusão de que eram obra de uma sociedade distinta daquela dos Tupi-guaranis, que então povoavam toda a região costeira do país. Estudos recentes sugerem que os sambaquis tenham sido produzidos por povos que viveram na costa brasileira entre 8 mil e 2 mil anos antes do presente. Geralmente, os sambaquis distribuídos pela costa brasileira estão em regiões lagunares e áreas recortadas por baías e ilhas.
Alguns destes sambaquis chegavam a atingir trinta metros de altura por quarenta de comprimento. No século XVI, conchas de um só monte foram moídas e utilizadas como cal na construção do Palácio do Governador, de parte do Colégio da Bahia, de engenhos de açúcar e de vários outros edifícios.
No século XIX, esses monumentos pré-históricos foram visitados pelo Imperador dom Pedro II, que por eles se encantou. No século XX, foram alvos de estudos por parte da Universidade de São Paulo e atraíram a atenção de Paul Rivet, o lendário diretor do Museu do Homem, e "pai" da moderna antropologia americana. No litoral sul do Brasil, foram estudados pelo arqueólogo João Alfredo Rohr.
Atualmente, o sambaqui mais antigo do Brasil é o Sambaqui da Lagoa de Itaipu, em Niterói (Camboinhas), no Estado do Rio de Janeiro, datado de cerca de 8000 anos. O sítio arqueológico da Lagoa de Itaipu também é o mais antigo vestígio da presença humana no litoral brasileiro até os dias atuais. O primeiro registro em Itaipu, elaborado por Ondemar Dias, resultou na identificação do sítio de Duna Grande no início da década de 1960. A descoberta está descrita em alguns documentos indicando o ano de 1962 e outros o ano de 1963. Esse sítio foi designado como Sítio Arqueológico de Itaipu, como consta na ficha de registro de pesquisa arqueológica de 11 de novembro de 1968, assinada por Lina Kneip e Maria da Conceição de Moraes Coutinho. Também teve outras  denominações como Dunas  de  Itaipu  (RJ-12), Sítio Itaipu (RJ-JC-24) e Duna Grande de Itaipu (RJ-JC-18) (DIAS JUNIOR, 1967; IPHAN/ANS, 1975; DIAS JR, 1992). Investigações posteriores apontaram a existência de diversos sambaquis fluminenses, indo desde a cidade do Rio de Janeiro até a região de Macaé. Posteriormente, outros sambaquis foram descobertos no sul do Estado do Rio.
Na região Sudeste, além dos sambaquis do Rio de Janeiro, destaca-se ainda o Sambaqui de Cananéia, localizado na Ilha do Cardoso, em Cananéia, litoral de São Paulo. Estudos colocam este sambaqui como um dos antigos do Brasil, com cerca de 8 mil anos.
No sul do país, os sítios mais importantes ainda existentes estão localizados no litoral sul do estado de Santa Catarina. As cidades de Laguna e Jaguaruna abrigam 42 sambaquis dos mais diversos tamanhos e alturas, destacando-se entre eles o Garopaba do Sul - o maior depósito de conchas do mundo em extensão, tendo atualmente 26 metros de altura e mais de 3,7 mil anos - e os Figueirinha I e II, na praia de Nova Camboriú, os três em Jaguaruna. Segundo análise de camadas intermediárias enviadas a um laboratório dos Estados Unidos em maio de 2010, o Figueirinha I, por volta de 2510 a.C., já teria dois terços de seu tamanho atual - tornando a formação deste sambaqui contemporânea a construção da Pirâmide de Quéops.

## Sambaquieiros
As populações que construiriam os sambaquis no Brasil são também conhecidos como sambaquieiros. Maria Mercedes Martinez Okumura pesquisou sobre a cultura e a biologia das populações dos sambaquis, com o título “Diversidade morfológica craniana, micro-evolução e ocupação pré-histórica da costa brasileira”, para compreender a ocupação do litoral com análise morfológica craniana no formato métrico e não-métrico dos sítios pré-cerâmicos e cerâmicos, guardados em instituições brasileiras. Assim atestou duas hipóteses: os povos pré-cerâmicos dos sambaquis representariam em termos regionais pelo menos dois grupos com morfologias cranianas diferentes, cuja dispersão coincidiria com dois bolsões regionais, um ao norte e outro ao sul de São Paulo; no litoral de Santa Catarina teriam existido duas populações pré-cerâmicas com morfologia diferentes e, com o aparecimento da cerâmica, ao norte de Santa Catarina teria surgido uma nova morfologia craniana. Assim a pesquisa apontam para dois grupos pré-cerâmicos principais, cuja clivagem se daria na região do Paraná. Em relação aos grupos ceramistas em Santa Catarina, pareceria haver uma relativa diferenciação entre estes e as séries sem cerâmica da região. 
A maioria dos grupos que habitaram as Américas a partir da segunda metade do período Holoceno tinham a priori a aparência física mongolóide. os grupos antigos que habitaram a costa brasileira eram próximos e também associados a morfologia mongolóide; ou seja, traços faciais mais assemelhados à populações asiáticas, como ocorre com os demais grupos indígenas brasileiros.

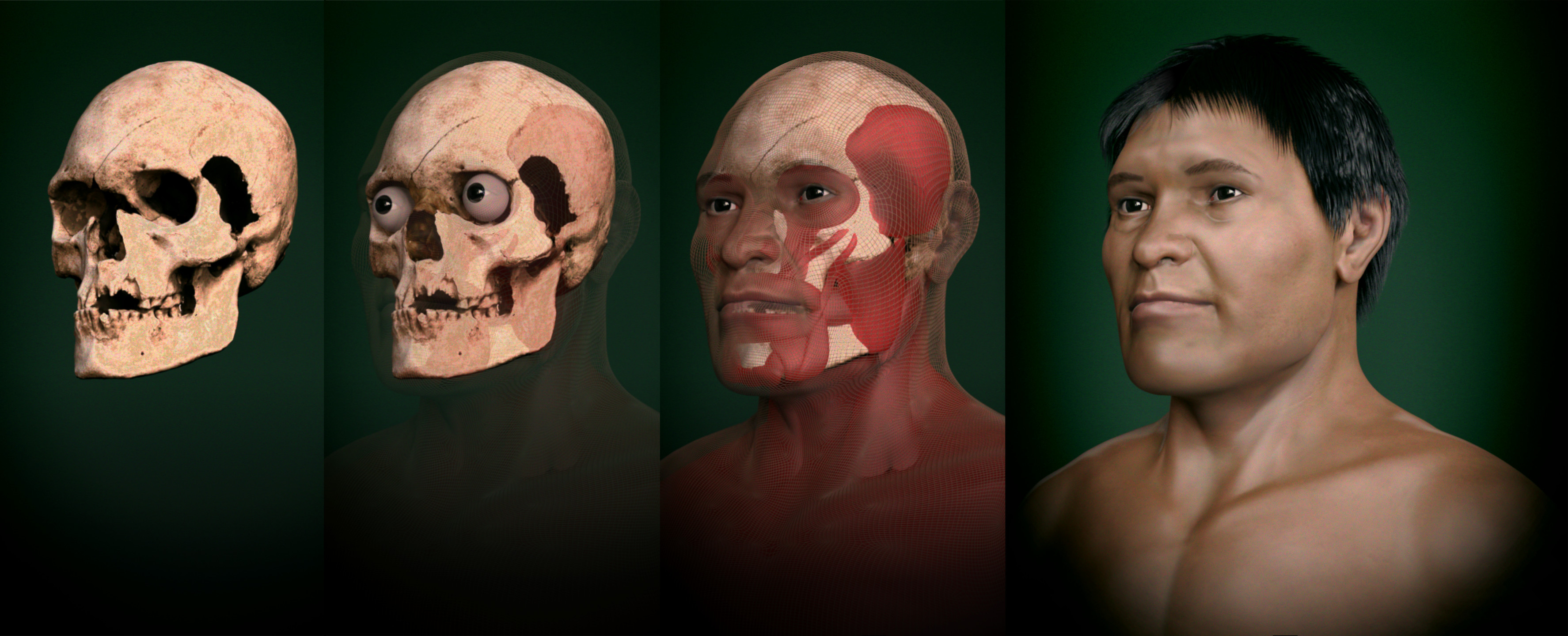
Reconstrução facial 3D de um sambaquieiro

Em 2018 foi publicada uma reconstrução facial digital realizada a partir de um crânio de sambaquieiro proveniente do Museu do Homem do Sambaqui. Tal projeto de reconstrução digital, apelidado "Sambaqui de 5000 anos" foi fruto de uma parceria envolvendo o IPHAN DF e o 3D designer Cícero Moraes. Inicialmente foram efetuadas 32 fotografias do crânio em um círculo completo. Estas fotos foram enviadas a um algoritmo computacional que digitalizou a peça em 3 dimensões pela técnica de fotogrametria. Uma vez que o crânio estava virtualizado, o artista pode posicionar uma série de pinos, conhecidos como marcadores de espessura de tecido mole. Estes marcadores informa qual a espessura da pele em determinados pontos do crânio. Junto a estes dados foram modelados os músculos principal e a pele moldou-se sobre os pinos e músculos com o auxílio da escultura digital. Ao final pigmentou-se a pele e os cabelos foram inseridos.

## Características dos sambaquis e suas populações

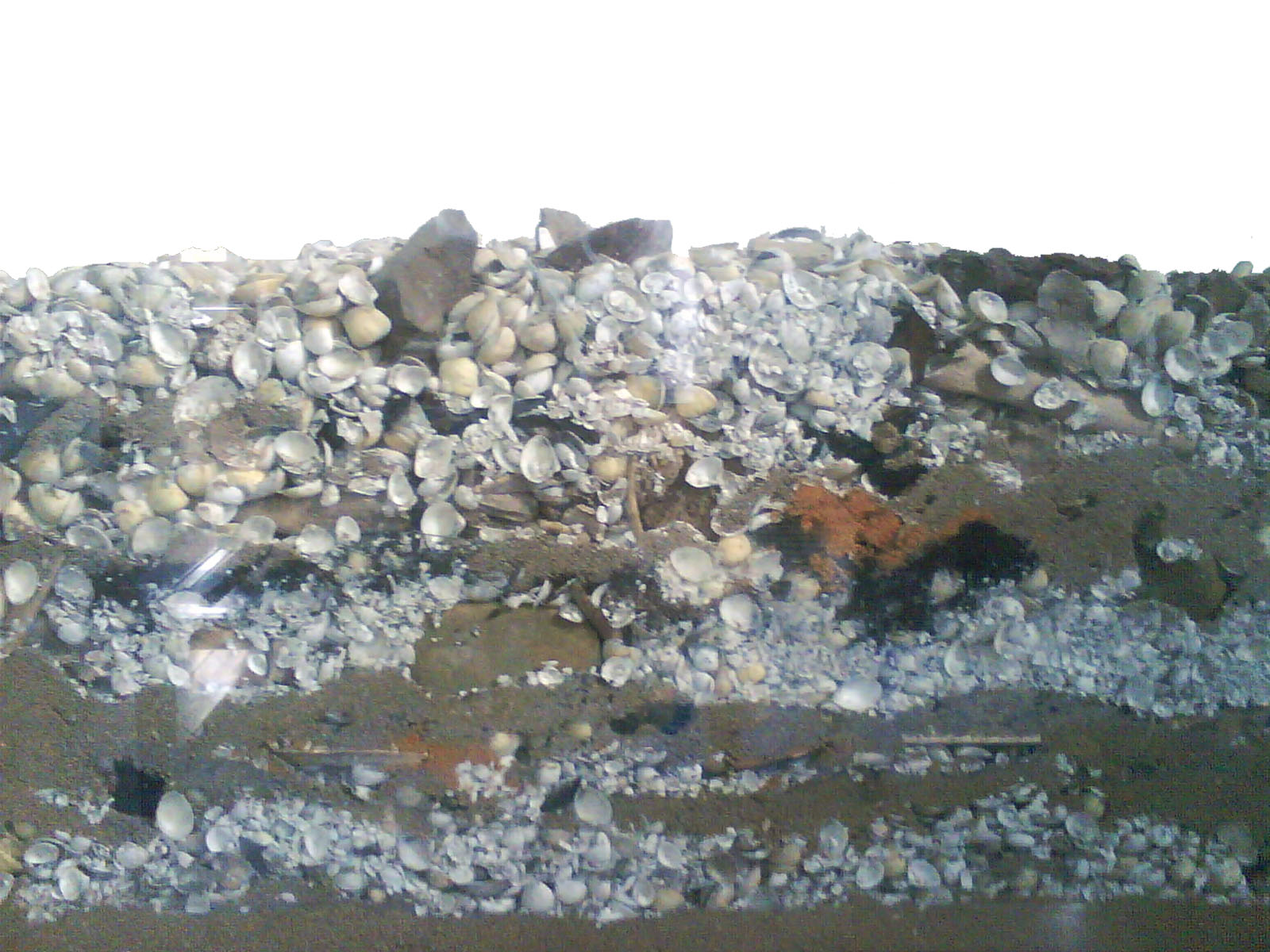
Modelo de estratificação das camadas de um sambaqui do litoral sul catarinense, no Brasil.

Os sambaquis predominam em regiões costeiras de recorte acentuado, como baías, enseadas, restingas, ilhas próximas à costa ou estuários, como o litoral catarinense, Baía da Guanabara, Baía de Todos os Santos e a região de São Vicente, no litoral paulista. Como eram fonte fácil e abundante de calcário para a construção, muitas destas áreas serviram de base para as povoações iniciadas pelos europeus, colaborando com a destruição de muitos desses sítios arqueológicos.
Cada comunidade construía os seus sambaquis para atender finalidades específicas, como: demarcação de território, mirante, ritual funerário etc. e era composta por diversos materiais.
Os grupos que construíam os sambaquis alimentavam-se de moluscos, frutos silvestres e caça de pequenos animais. Análises químicas revelam que sua dieta era farta também em peixes, o que permite concluir que, embora representassem uma cultura tipicamente de pescadores-coletores, também poderiam levar uma vida de hábitos sedentários. Esses povos tinham o costume de acumular os restos de alimentos, enfeites que usavam no corpo e artefatos quebrados e inteiros no entorno de sua moradia. Outro hábito comum era o de realizar sepultamentos no próprio sambaqui,  com o tempo era aplainado o terreno e rearrumada a camada de cima do local.

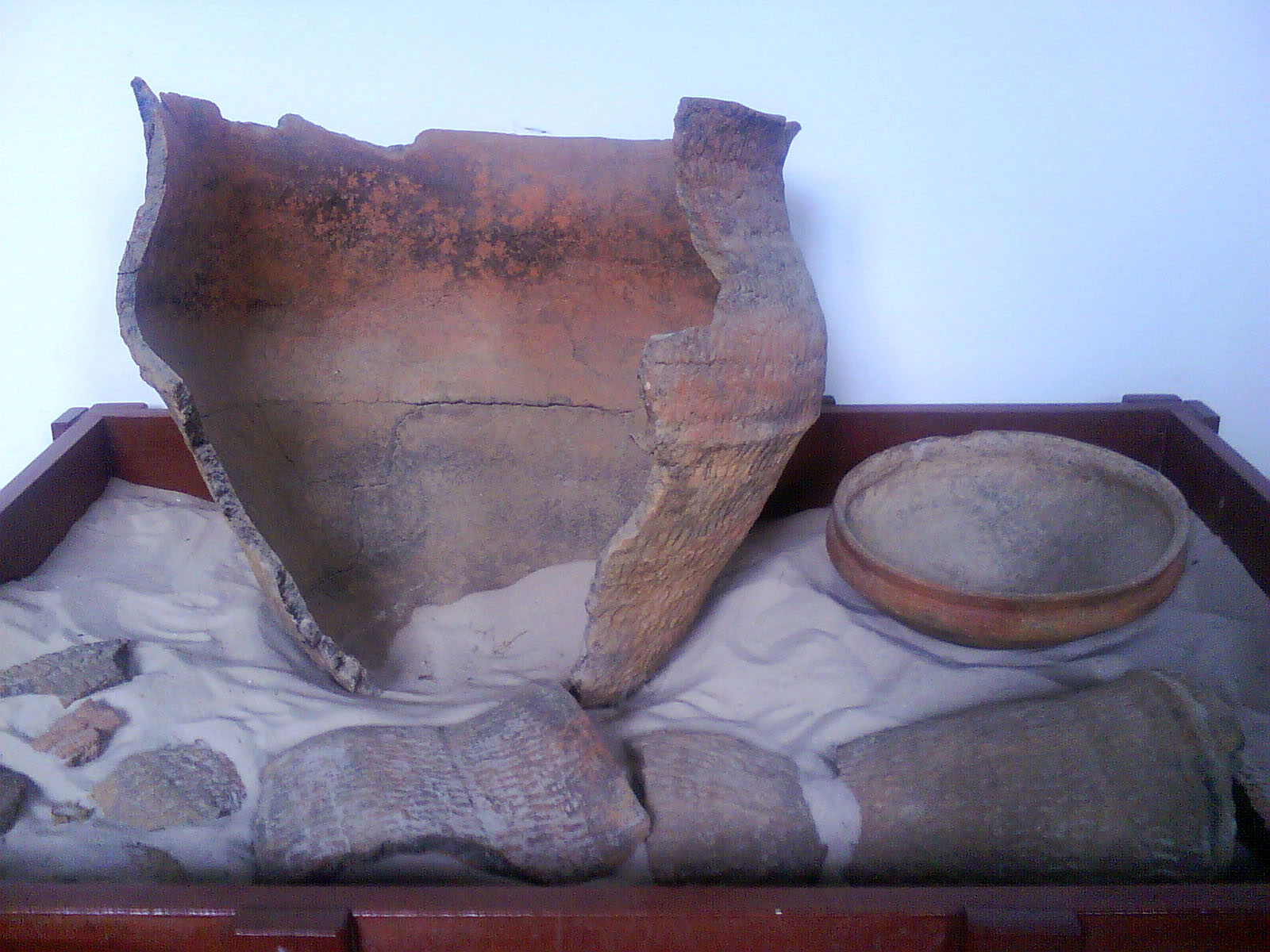
Peças de cerâmica encontradas no sambaqui Jaboticabeira.

Várias atividades do cotidiano eram feitas no lugar onde eles moravam. Por exemplo, objetos como raspadores de conchas e facas de pedra encontradas nos sambaquis sugerem que eles fabricavam no próprio local objetos de madeira, couro e fibra. Os batedores, suportes de pedra e a grande quantidade de lasquinhas indicam a fabricação de objetos de pedras. Os restos de fogueiras mostram que também lá preparavam alimentos e se aqueciam.
Os mortos eram enfeitados com objetos que resistiam ao tempo. É comum encontrar entre os esqueletos, dentes e vértebras de animais como tubarões, macacos, porcos-do-mato, além de conchas trabalhadas, que formavam colares. Outros objetos, como pontas de osso e lâminas de machado, também são achados junto com os mortos. Enterrar as pessoas envolvia cuidados como preparar a cova, muitas vezes forrando-a com argila, areia, corantes, palha e madeira, mas isso nem sempre é observado.
Os moradores tinham perto de onde moravam o material necessário para seus artefatos (ossos de animais, conchas, quartzo, gnaisse e diabásio), que deviam ser simples de serem fabricados. Só as esculturas esmeradamente feitas em pedra polida, chamadas zoólitos, parecem ter exigido mais trabalho.

### No Rio Grande do Sul
Os sambaquis localizados no Rio Grande do Sul foram alvos de estudos sistemáticos pelos arqueólogos. Podemos constatar que esses depósitos de conchas eram feitos pelos caçadores e coletores que chegaram, vindos pela calha do rio Uruguai numa primeira onda migratória, por volta de 12.000 anos atrás, que adentrou a região que hoje conhecemos como Rio Grande do Sul. Eram grupos que migraram de outras regiões e acabaram se adaptando ao clima da planície litorânea durante o final do ultimo período de glaciação. 
Sambaquis são construções antrópicas que contém muitos vestígios da cultura material que retratam uma sociedade de grupos milenares de caçadores e coletores. São os povoadores do litoral e podemos constatar que 95% dos vestígios alimentares eram de fauna lacustre e de farta fauna marinha, mas se alimentavam também de de animais de pequeno e médio porte como roedores, cervos, etc.
Os sambaquis do litoral do RS são relativamente "jovens" comparados aos sambaquis que se estendem desde o Espírito Santo até o litoral do Rio Grande do Sul. Datações mais recuadas no tempo indicam 3000, 3600 anos atrás.
Podemos destacar os dois maiores e mais conhecidos sambaquis no RS: o Sambaqui de Itapeva e de Xangri-Lá.

### Em Santa Catarina
Os sambaquis são sítios arqueológicos que foram construídos lentamente, durante muitos anos. “É uma palavra de etimologia Tupi (...). 'Tamba' significa conchas e 'Ki' amontoado, que são as características mais marcantes desse tipo de sítio”. Os sambaquis destacam-se como os sítios arqueológicos mais antigos da costa litorânea brasileira.

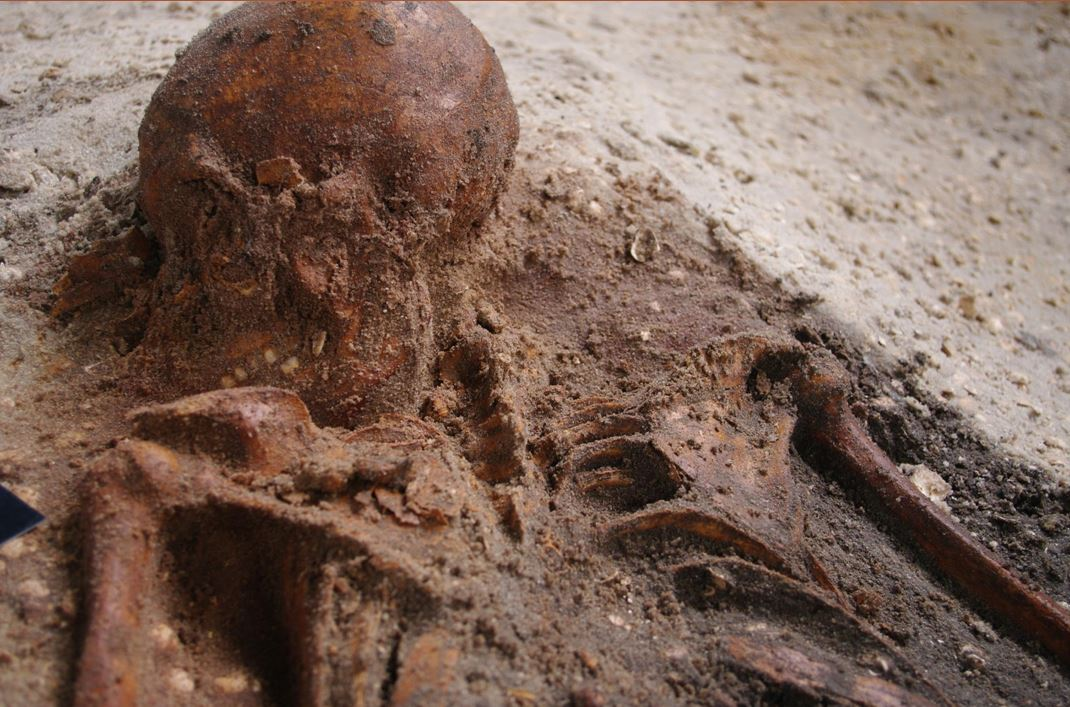
Sepultamento escavado no sambaqui Cabeçuda-01 em Laguna, Santa Catarina. Foto: Alexandro Demathé. Acerto GRUPEP-Arqueologia

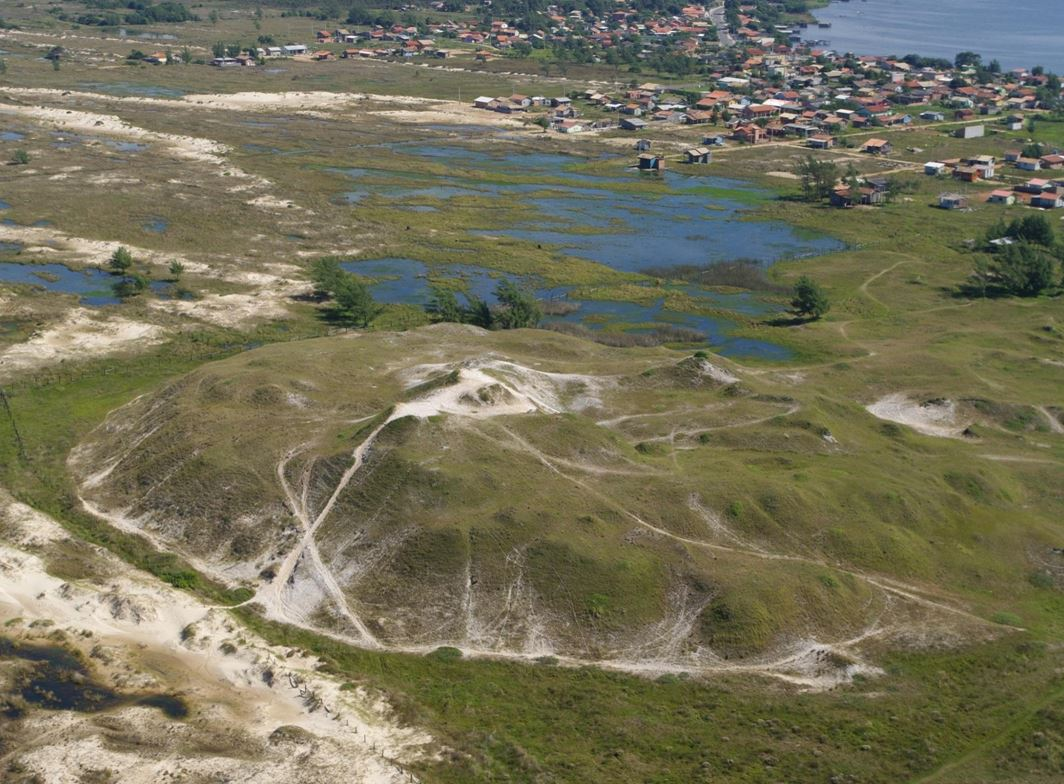
Sambaqui Garopaba do Sul em Jaguaruna, Santa Catarina. Foto: Alexandro Demathé

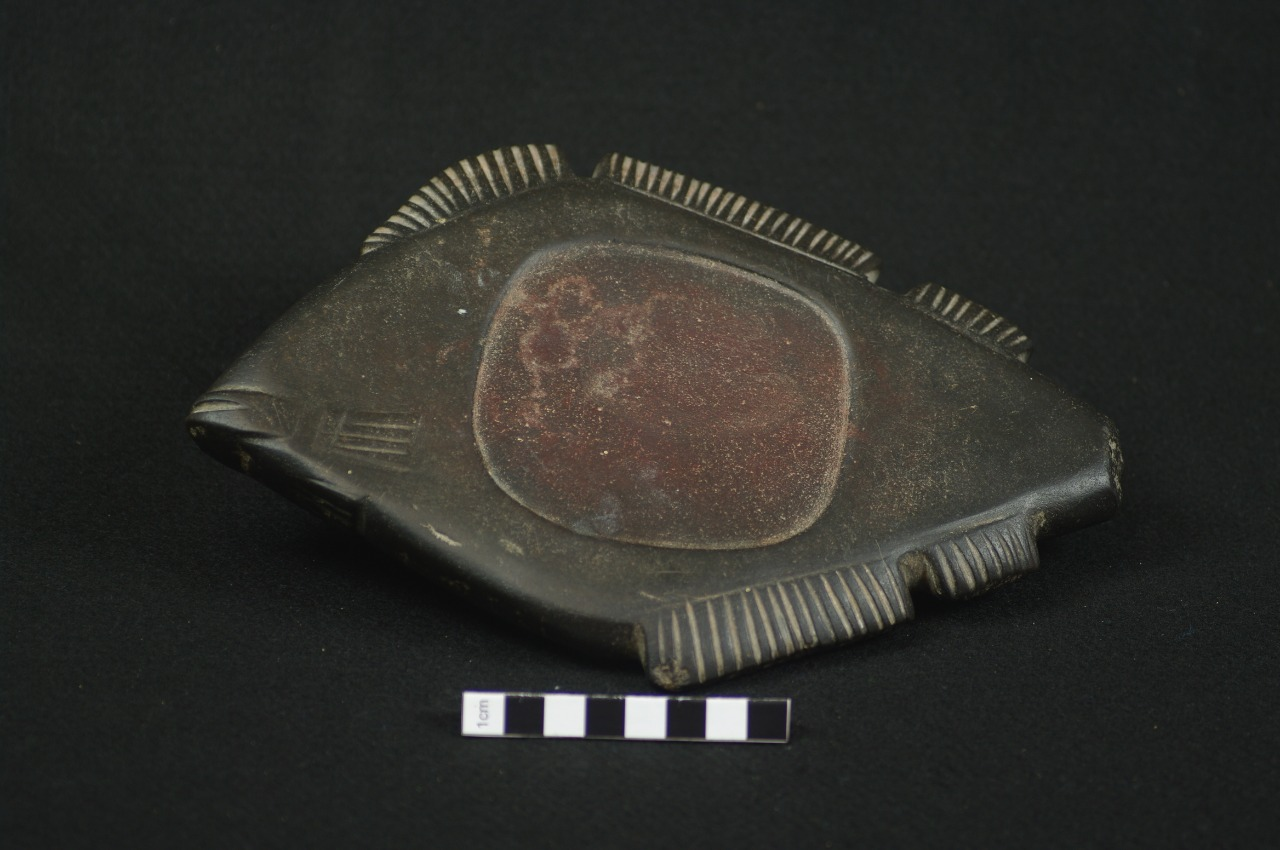
Zoólito em formato de peixe. Foto: Alexandro Demathé. Acerto GRUPEP-Arqueologia

As características mais marcantes de um sambaqui são a sua forma monticular e o fato de serem constituídos por conchas, berbigões, ostras e moluscos. Os vestígios das ocupações nos sambaquis revelam muitos aspectos de sua cultura, tais como a estratégia ocupacional com feições relacionadas a organização social quando se observam as evidências de sepultamentos por exemplo. É importante descartar também que nas estruturas dos sambaquis são encontradas ostras abertas que possivelmente serviram de alimento e também fechadas, o que demonstra que os sambaquis não são constituídos primordialmente de restos alimentares, e por isso não podem ser classificados como “lixo dos índios”, mas sim um local sagrado elaborado para fins ritualísticos onde eram sepultados os mortos juntamente com alguns objetos ou adornos.
Em sítios arqueológicos são encontrados objetos utilitários feitos em pedra e osso, tais como: quebra coquinho, peso de rede, lâmina de machado, amós e pontas de lança óssea que eram presas em hastes de madeira e utilizadas na captura de pescados. Além de artefatos utilitários, confeccionavam adornos diversos, tais como colares, coroas e tembetás, para isso utilizavam conchas e dentes de animais, como tubarão, porcos-do-mato e jacaré, para pingentes, o que pode ter um significado importante na vida dos sambaquieiros, pois são animais agressivos, apresentando dificuldades para a caça ou a pesca dos mesmos. Todos esses artefatos citados são encontrados dentro da estrutura monticular do sambaqui e muitas vezes estão associadas a sepultamentos humanos. Ainda, entre os objetos mas que raramente são encontrados podemos destacar as esculturas conhecidas como Zoólitos (zoo = animal, lito = pedra) que impressionam pela aparência fidedigna com os animais que representam tais como, peixes, aves, tatus e outros.

#### O sítio arqueológico Aldeia Ribanceira I

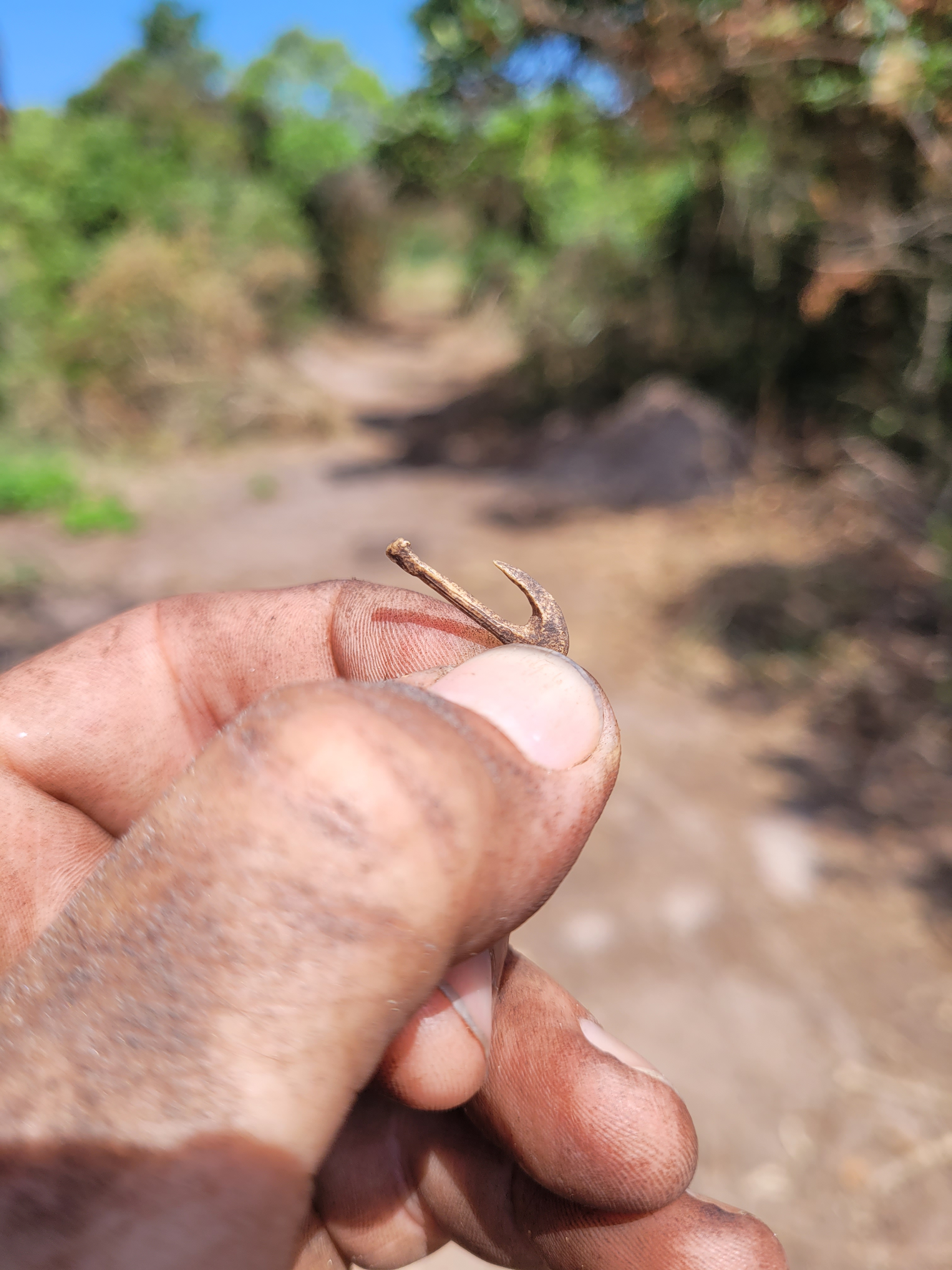
Anzol confeccionado em osso atribuido a Tradição Tupiguarani. Escavada por arqueólogos no sítio arqueológico Aldeia Ribanceira 1, em Imbituba SC. Foto: Sapienza Arqueologia

O sítio atribuído a Tradição Tupi-guarani foi mapeado por arqueólogos durante o levantamento arqueológico para a implantação de empreendimento residencial no bairro Vila Esperança. Situado em patamar geomorfológico de planície litorânea apresentou contexto de implantação diferenciado, com a camada arqueológica entre 0,60 e 2,0 metros de profundidade. Com a escavação se percebeu que a estratigrafia do sítio foi marcada por solo arenoso, composto por uma camada escurecida resultante de queima (manchas), cujos dados apontaram para duas grandes manchas de terra escura, com diversos focos de queima.
As datações obtidas para o sítio arqueológico mostraram datas entre 404-+40 e 802+-40 A.P..

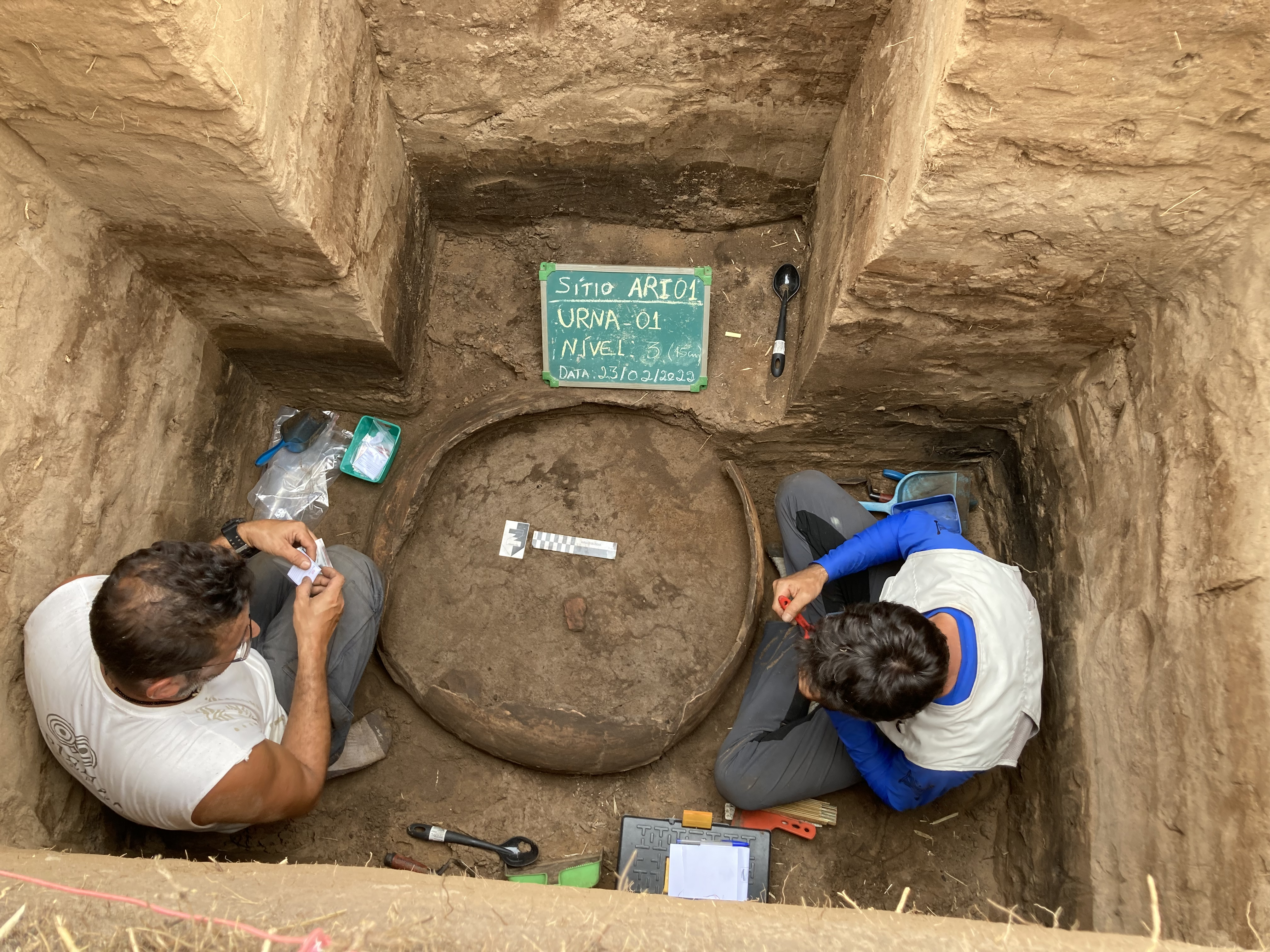
Escavação de Vasilha da Tradição Tupiguarani. Escavada por arqueólogos no sítio arqueológico Aldeia Ribanceira 1, em Imbituba SC. Foto: Sapienza Arqueologia

Entre os elementos arqueológicos identificados no salvamento merecem destaques: anzol - confeccionado em osso, lâmina de machado – confeccionado em pedra, e a vasilha de tamanho grande confeccionada em argila, identificada entre 1,90 e 2,20 metros de profundidade, além de uma quantidade expressiva de fragmentos de afiadores líticos, pequenas lascas e peças cerâmicas de diversos tamanhos, que muitas vezes estavam associadas às estruturas de combustão.

#### Ceramistas

##### Ceramistas Guarani

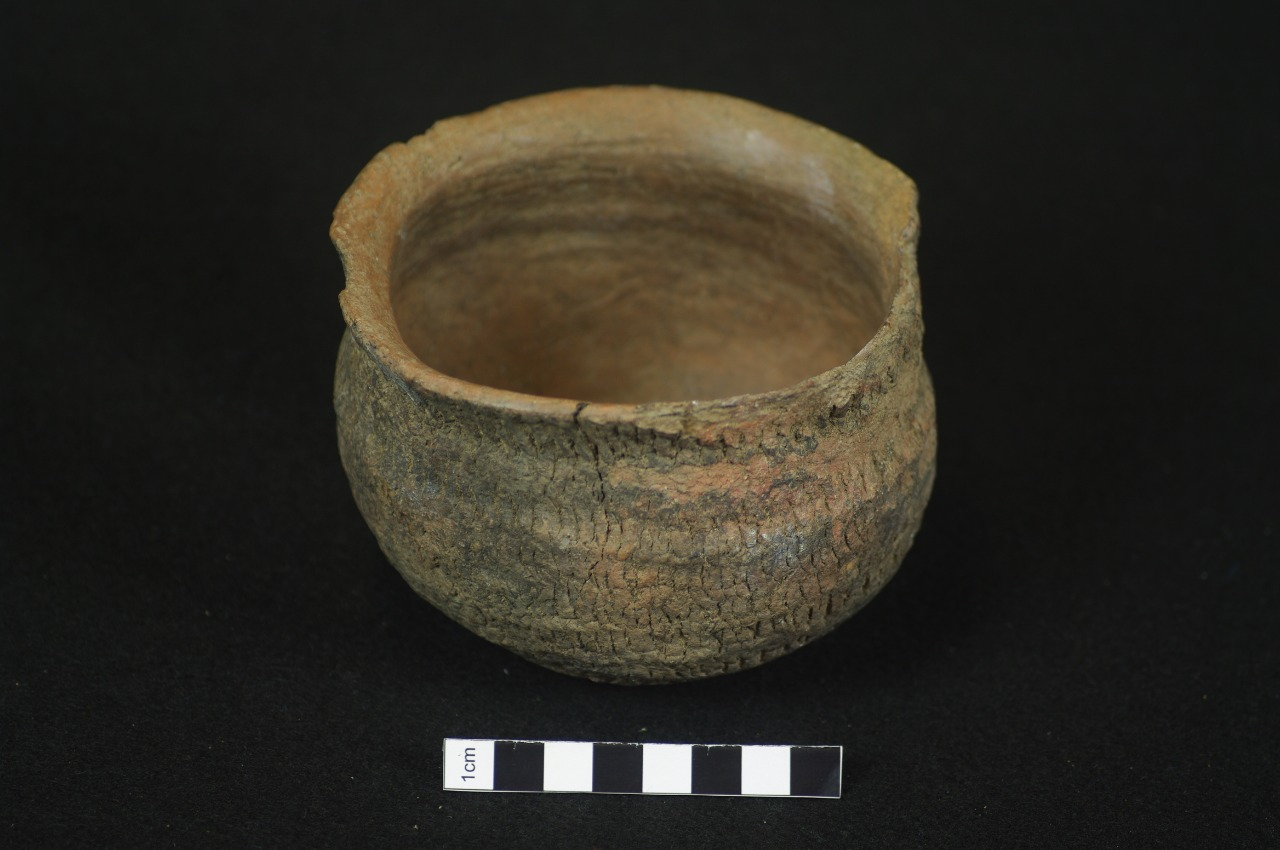
Cerâmica Guarani. Foto: Alexandro Demathé. Acerto GRUPEP-Arqueologia

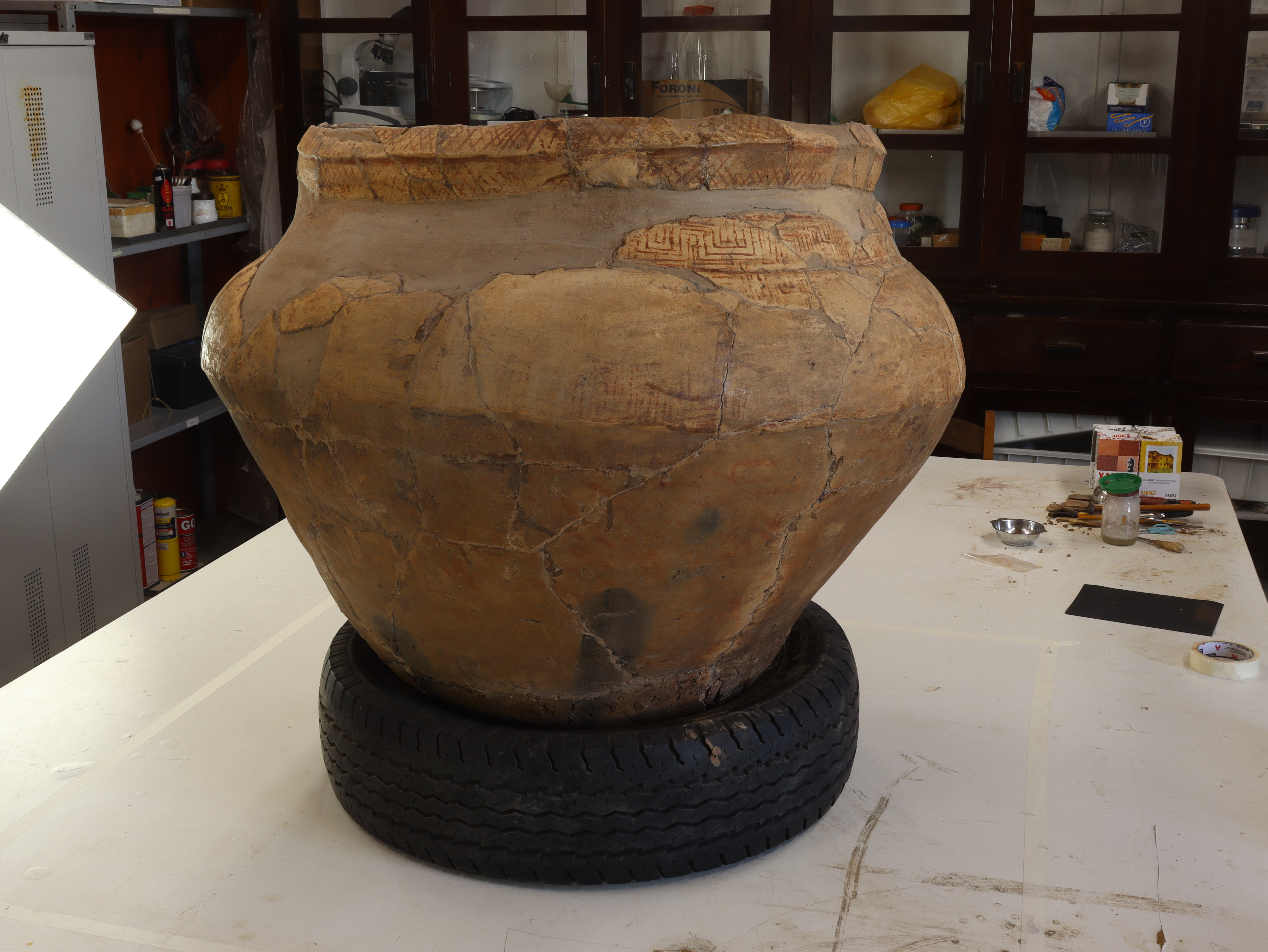
Cerâmica Guarani restaurada. Vasilha escavada por arqueólogos no sítio arqueológico Aldeia Ribanceira 1, em Imbituba SC. Foto: Sapienza Arqueologia

Os Ceramistas Guarani chegaram a Santa Catarina por volta de 700 anos A.P. Migraram da Amazônia, seguindo o rio Paraguai e Paraná, até a foz do rio da Prata, voltando-se para o litoral sul do Brasil.
Os Guarani que habitavam o litoral Catarinense são da Tradição Tupiguarani, esta tradição é “fruto de uma relação complexa entre dois tipos de classificações, uma linguística e outra cerâmica, que tem origem na história da pesquisa etnográfica do país.”.

A busca por novos territórios foi motivada por uma série de fatores, nos quais se destacam: uma mudança social e política dentro do sistema organizacional do grupo e a escassez de recursos na região Amazônica gerada pelo fenômeno El Niño que pode ter sido responsável pela famigerada busca pela “Terra sem Males”.

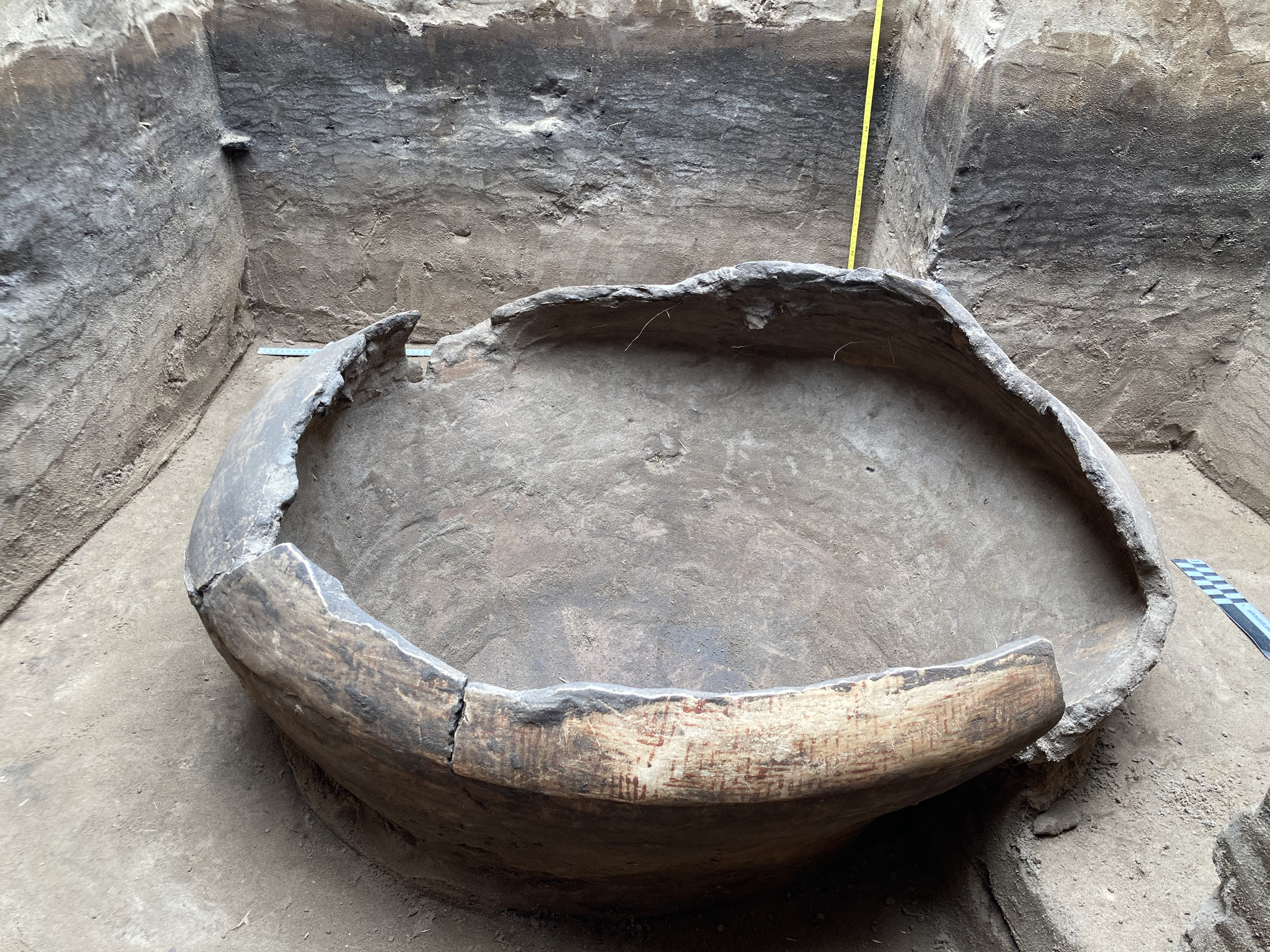
Cerâmica Guarani. Vasilha escavada por arqueólogos no sítio arqueológico Aldeia Ribanceira 1, em Imbituba SC. Foto: Sapienza Arqueologia

Construíam suas aldeias geralmente em áreas de posições elevadas, nas encostas dos morros e próximos a rios, locais com boa visibilidade, que proporcionasse melhores condições naturais para sobrevivência do grupo, em especial, o desenvolvimento da agricultura de subsistência, pesca, caça e coleta. Confeccionavam seus artefatos em pedra, madeira e barro, entre os objetos feitos com pedra se destacavam as lâminas de machado polido, os enxós, os afiadores e os tembetás, este último, usado como adorno.  Entre os artefatos em madeira se podem citar as lanças e os arcos de lançar as flechas, esses objetos são raramente identificados nos sítios arqueológicos, uma vez que são constituídos de material degradável, e não resistem ao tempo. Contudo, o artefato cerâmico representado pelas vasilhas e potes são elementos determinantes para a caracterização de um sítio arqueológico Guarani. A confecção desses objetos representa muito além do utilitário cotidiano de cozinhar e armazenar alimentos servia como parâmetro de status social de uma tribo perante outras, e também poderiam servir de urna funerária, quando de tamanho grande, sendo esta sua última finalidade. Além disso, a confecção dessas vasilhas cerâmicas influenciava fortemente na escolha do espaço geográfico para o acampamento do grupo, uma vez que, por variar de tamanho (grande e médio porte) não eram de fácil mobilidade, dificultando o nomadismo e contribuindo para a fixação do grupo em lugares com matéria-prima (argila).

##### Ceramista Jê

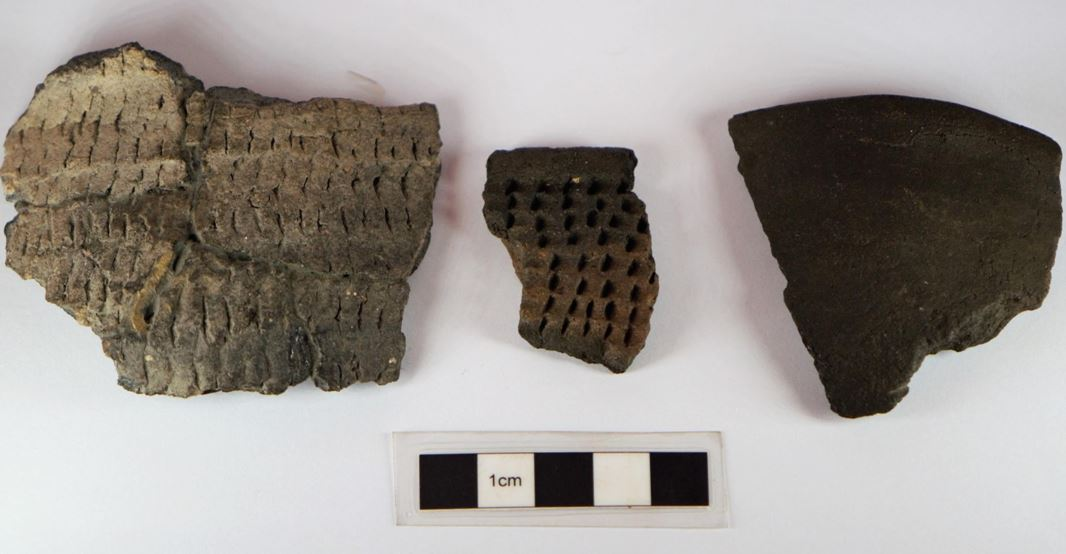
Cerâmica Jê. Foto: Alexandro Demathé. Acerto GRUPEP-Arqueologia

Os ceramistas Jê, migraram do centro-oeste do Brasil e chegaram a Santa Catarina por volta de 1.000 anos A.P. Habitavam regiões da encosta e planalto, porém há registros arqueológicos e etnográficos de ocupação sazonal desses grupos no litoral Catarinense. Desse modo, no inverno aproveitavam a safra de pinhão, e no verão, desciam para o litoral em busca de alternativas alimentares para a subsistência. Em Araranguá não há até o momento registro de sítios arqueológicos atribuídos a esses grupos, no entanto o que se sabe é que os municípios limítrofes localizados próximo a encosta da serra é comum a presença vestígios arqueológicos e dados etnohistóricos relacionados a eles.
Viviam em aldeias e possuíam uma média e baixa mobilidade territorial, uma vez que praticavam a horticultura, porém tinham forte dependência da caça e da coleta de frutos. Suas habitações eram basicamente de dois tipos: piso rebaixado e as mais duradouras construídas na superfície do chão. As estruturas de piso rebaixado são atualmente um importante indicador de sítio arqueológico atribuído a esses grupos, já que a depressão no solo é comumente evidenciada de forma rasa, aliada ou não a evidências de carvão e fragmentos líticos e cerâmicos.
A matéria prima utilizada na confecção dos artefatos se resumia a pedra, o barro, e a madeira, esta última porém, não é encontrada em sítios arqueológicos, uma vez que é degradável e não resiste ao tempo. No entanto, como há registro documental de contato desses grupos com os colonizadores europeus, as informações relativas ao modo de vida são bastante abrangentes. Entre os artefatos confeccionados, podemos citar os utilitários feitos em pedra - enxó e lâmina de machado,  os de barro - vasilhas geralmente pequenas e de espessura fina, e os adornos em pedra e madeira conhecidos como tembetás.

## Museus

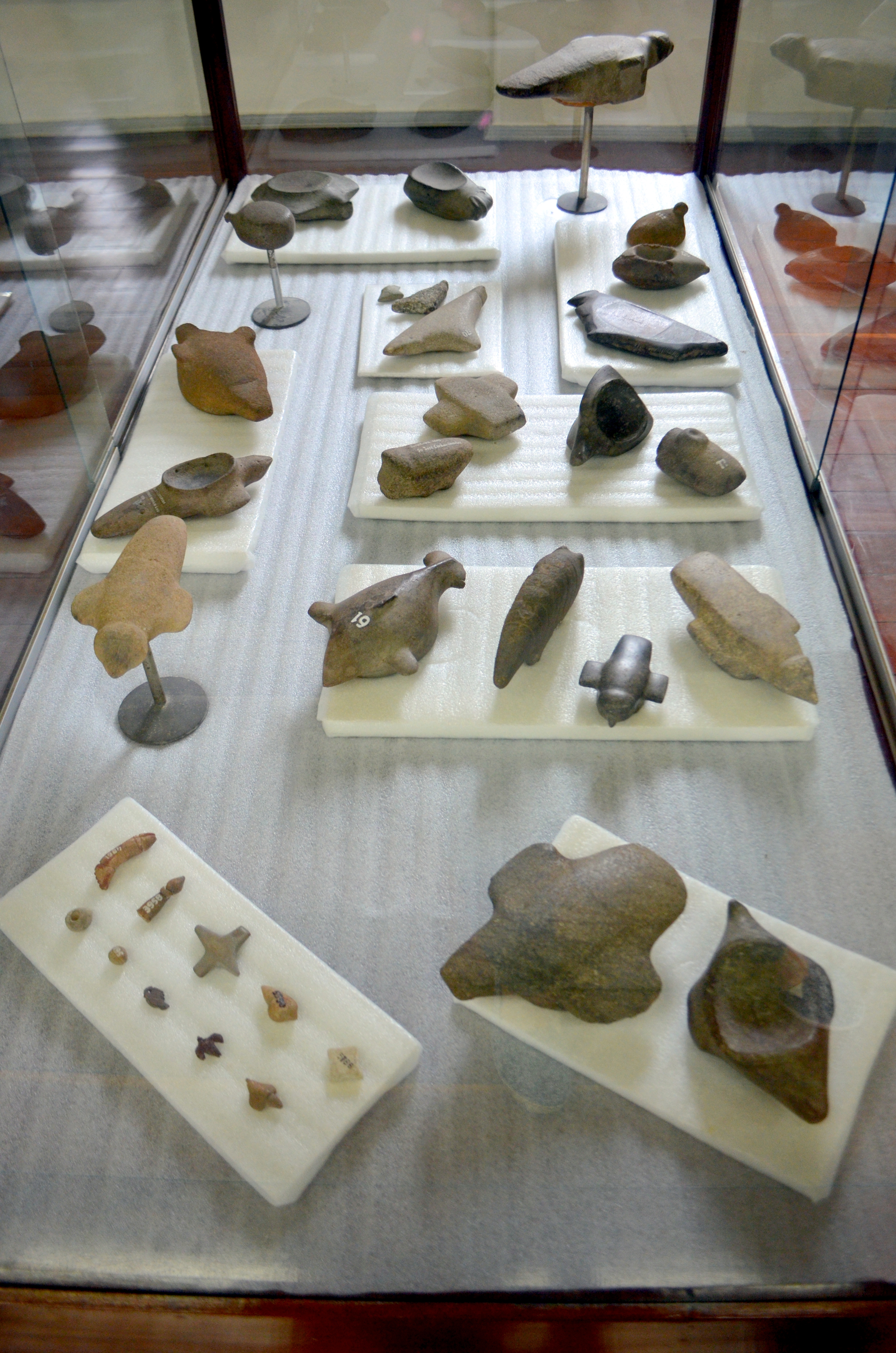
Coleção de zoólitos encontrados em sambaquis, no Museu do Homem do Sambaqui, em Florianópolis.

No Brasil podemos encontrar alguns museus focados neste tipo de achado arqueológico:
- Museu Arqueológico do Sambaqui, em Joinville, SC
- Museu do Homem do Sambaqui, em Florianópolis, SC
- Museu do Sambaqui da Tarioba, em Rio das Ostras, RJ
- Museu do Sambaqui da Beirada, em Saquarema, RJ

Além destes, há ainda seções sobre os sambaquis nos seguintes museus (entre outros):
- Museu Histórico Nacional, no Rio de Janeiro, RJ
- Museu de Arqueologia e Etnografia da UFSC, em Florianópolis, SC
- Museu de Arqueologia de Itaipu, em Niterói, RJ